# Frances Lee
Frances Lee (5 de mayo de 1906-5 de noviembre de 2000) fue una actriz cinematográfica estadounidense que trabajó en Hollywood en la época del cine mudo, así como en el cine sonoro de los años treinta.

## Biografía
Su verdadero nombre era Myrna Tibbetts y nació en Eagle Grove, Iowa. Fue muy buena estudiante, e inicialmente quiso ser maestra, aunque pronto empezó a tomar lecciones de danza. Fue descubierta por Gus Edwards, propietario de un teatro de Nueva York que convenció a Lee para actuar en su local, uniéndose al elenco de las Ziegfeld Follies en 1923. Posteriormente fue contratada por Al Christie para trabajar en las Christie Comedies.
Se trasladó a Hollywood a mediados de los años veinte a fin de hacer una carrera como actriz, y consiguió su primer papel en 1924, en el corto cómico Hello and Goodbye. Este trabajo llamó la atención de los estudios, y la lanzó a una fructífera y ocupada carrera en el cine mudo. En 1925 trabajó en tres filmes, y en 1926 el número subió a siete. Fue una invitada frecuente en la casa de Mary Pickford y Douglas Fairbanks, e hizo amistad con otras leyendas de Hollywood, incluyendo a Rodolfo Valentino. En 1927 trabajó en cinco películas, y fue seleccionada como una de las trece WAMPAS Baby Stars, lista que ese año incluía a las actrices Sally Phipps y Barbara Kent.
1928 fue un gran año, ya que trabajó en nueve títulos, el más importante de los cuales fue Sweeties, al lado de Bobby Vernon. 1929 fue aún mejor, pues interpretó diez películas, incluyendo el papel principal de Stage Struck Susie, junto a Eddie Barry, y Divorce Made Easy, trabajando con Marie Prevost y Douglas MacLean. Ese año se casó con Alexander Bennett, hermano de la actriz australiana del cine mudo Enid Bennett. A su boda asistieron celebridades tales como el productor cinematográfico y marido de Enid Bennett Fred Niblo, las actrices Gloria Swanson y Greta Garbo, y los actores Rod La Rocque y John Gilbert.
Su transición al cine sonoro tuvo un éxito parcial, a pesar de que la mayoría de las estrellas del cine mudo fracasaron. Su primera película en 1930 fue Down with Husbands, seguida por The Stronger Sex, con Carmel Myers. Sin embargo, su carrera disminuyó mucho con respecto a la época muda, y entre 1931 y 1935 solo trabajaría en siete filmes. Hizo pruebas para protagonizar el papel principal de King Kong, pero finalmente perdió ante Fay Wray.
Se retiró del cine en 1935, asentándose con su marido en Beverly Hills, California. Empezó a trabajar en decoración de interiores, y estudió y recibió título de maestra. Su marido consiguió un trabajo en el gobierno, por lo que se trasladaron a Washington D. C.. Él falleció en 1964, y ella siguió viviendo en el área de Washington D. C. Durante la presidencia de Richard Nixon, Lee enseñó protocolo y etiqueta a la hija del presidente. A mediados de los años setenta volvió a California, dedicando la mayor parte de su tiempo a obras de caridad. Falleció el 5 de noviembre de 2000, en Cardiff-by-the-Sea, California.